# Juan Bautista Otero

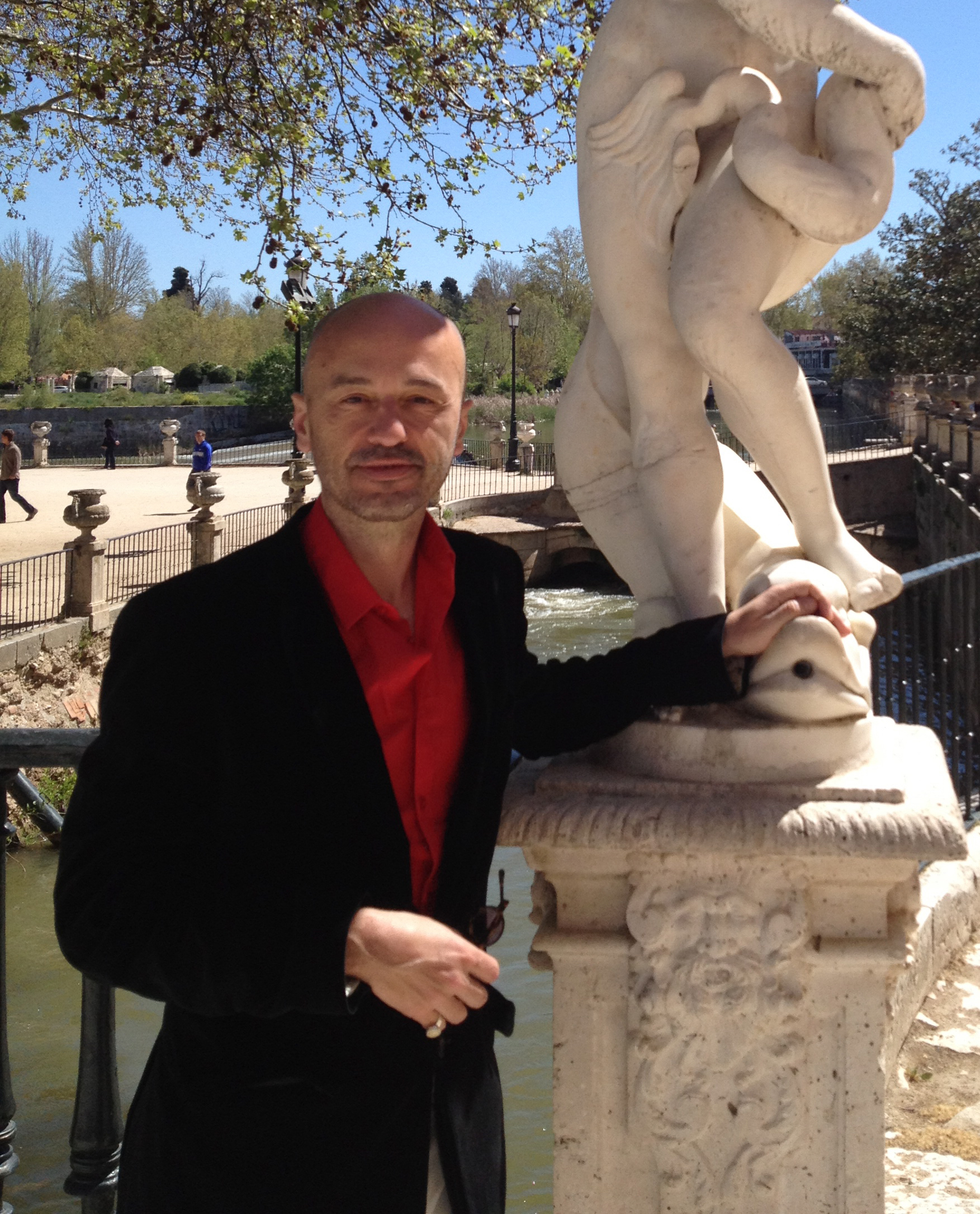
Juan Bautista Otero - Aranjuez Festspiel

Juan Bautista Otero, auch bekannt als Joan-Baptista Otero, (* 1964 in Madrid) ist ein katalanischer Dirigent, Musikherausgeber, Opernregisseur und Autor. Als herausragende Persönlichkeit bei der historischen Aufführungspraxis und Wiederentdeckung des katalanischen und europäischen Bühnenmusikerbes des 18. Jahrhunderts, dirigierte Otero die ersten Gesamtaufnahmen der Opern der aus Barcelona stammenden Komponisten Domènec Terradellas, Nicola Porpora und Martín i Soler, die von der Académie du Disque Lyrique de France ausgezeichnet wurden. Generalherausgeber von Opern, in ersten kritischen Ausgaben, von Caldara, Scarlatti, Porpora, Conforto, Terradellas, oder Marianna von Martínes unter anderem. Er ist Autor von Romanen und Kurzgeschichten.

## Leben
Er wurde 1964 in Madrid geboren und zog einige Monate später nach Barcelona. Er ist der Sohn eines Handelsmarineoffiziers und einer Gastronomiedirektorin galizischer Herkunft. In Barcelona erlernte er die Grundlagen der Musik und des Gesangs bei Margarida Sabartés, weiter, ab 1990, am Conservatoire Superieur de Musique de Neuchâtel bei Rosmarie Meister und dann an der Schola Cantorum Basiliensis. Er hat sich auf mittelalterliche und barocke Musik spezialisiert, mit Nigel Rogers, Dominique Vellard, René Jacobs (Gesang) und Karin Smith (Musikwissenschaft), Hans-Martin Linde und Johann Sonnleitner (Leitung) sowie später mit Peter Kooy (Gesang) in Hannover.
Da er sich für die Wiederentdeckung und Verbreitung katalanischer und europäischer Bühnenbarockmusik interessierte, gründete er 1987 das „Beatus Ille Ensemble“, ein Kammerorchester, das sich auf die Interpretation mit Originalinstrumenten konzentrierte. In den 1990er Jahren spielte und dirigierte er Werke von Antoni de Lliteres („Los Elementos“, 1992), Antonio Vivaldi („Gloria e Imeneo“, „La Senna Festeggiante“, 1993) und Davide Pérez („Officium Defuctorum“, 1994), Martín i Soler (L’Arbore di Diana, 1995-1996, Il Sogno, Regie, Palau de la Música de Valencia, 2001), als Sänger unter der Leitung oder zusammen mit herausragenden Solisten und Musikern, wie unter anderem Alessandro de Marchi, Marcel Pérès oder Christina Pluhar.
Dieses musikalische Projekt war die Grundlage der „Real Compañía Ópera de Cámara“, RCOC, die 1998 mit dem Schauspieler Isidro Olmo und dem Dichter Manuel Forcano gegründet wurde. Mit RCOC Otero inszenierte und bearbeitete er Werke von Domènec Terradellas („Artaserse“, Amphitheater des Barcelona Grec Festival 1998 als Regisseur) und später als Dirigent und Regisseur mit Opern von Domenico Scarlatti (Eco e Narciso, Aranjuez Festival 2003), Marianna von Martínes (Porträt einer Komponistin: Mariana Martínez, Festival de Otoño de Madrid, 2006) und die opera seria Ifigenia in Aulide von Martín i Soler (Úbeda y Baeza Festival). Im Mai 2005 leitete er die Produktion und Aufnahme von Porporas Oper Orlando in Koproduktion für das Aranjuez Festival und das Sarrebourg-Le Couvent Festival für das Plattenlabel K617.
In der Saison 2006–2007 dirigierte er Ifigenia in Áulide von Martín i Soler, erneut beim Sarrebourg Festival mit der Aufnahme für K617-Harmonia Mundi; und Aminta, il re pastore von Antonio Mazzoni, eine Produktion für die Tage alter Musik Herne-WDR3 Festspiele, für die er 2008 mit dem Orphée d’Or der Académie National du Disque Lyrique de France ausgezeichnet wurde.
2009–2014 machte er die Welterstaufnahmen von Terradellas’ Opern Artaserse im Palau de la Música in Barcelona; Sesostri (Oper des Monats, Fonoforum November 2011) im L’Auditori de Barcelona und Martín i Solers Bühnenkantaten Il Sogno und La Dora festeggiante im Auditorium des Liceu-Konservatoriums. Mit der Veröffentlichung von Artaserse, der ersten vollständigen Weltaufnahme einer Oper von Domènec Terradellas, wurde Joan-Baptista Otero in ihrer Ausgabe 2018 erneut mit einem neuen Orphée d’Or, und dem Grammophone Editor’s Choice Award und ein Preis der Deutschen Schallplattenkritik ausgezeichnet.
Otero hat zahlreiche Artikel für spezialisierte Musikzeitschriften, wie Goldberg (Autor des monographischen Referenzaufsatzes über Martin und Soler) oder Amadeus und als Herausgeber Otero hat über dreißig Jahre eine intensive Forschungs- und Publikationstätigkeit betrieben, die international und national Anerkennung findet. Seine kritischen Urtext Opern Ausgaben katalanische und europäische 18. Jh. - musikalischer Erbe, kann man unter anderem in den Nationalbibliotheken Berlin, Dresden, der British Library, der Österreichischen Nationalbibliothek, der New York Public Library, den Universitätsbibliotheken Yale, Berkeley, Ann Arbor oder Sydney finden.
Seit 2018 intensiviert Otero seine Tätigkeit als Schriftsteller, mit der Produktion von zwei Romanen und ein Kurzgeschichten Antologie, für die er aktuell mehrere Preise eingereicht hat. Die neuesten, Memòries de l’enveja (Roman. Barcelona, 2023. Finalist, Sant Jordi Award, 2023; Finalist Pin i Soler Award von Tarragona, 2023): Reinvenció (Sammlung von Geschichten. Barcelona, 2023); Von viel ein bisschen und von nichts viel – Roman. Barcelona, 2024 (Ausgewählter, Sant Jordi-Preis, 2024)

## Diskografie
- ECO e NARCISO – Domenico SCARLATTI – Oper, Aranjuez Festival, 2003. 2 CDs. RCOC Records Barcelona, 2015. Vertrieb Harmonia Mundi. Solisten: Stephanie D’Oustrac, Olga Pitarch. Musikalische Leitung: Joan-Baptista Otero.
- ORLANDO – Nicola PORPORA – Oper, Aranjuez Festival, 2005. 2 CDs und 1 DVD. Erstausgabe, 2005. K617 (Frankreich). Vertrieb, Harmonia Mundi. Solisten: Robert Expert, Olga Pitarch, Betsabée Haas. Musikalische Leitung: Joan-Baptista Otero.
- IFIGENIA IN AULIDE – Vicent MARTIN I SOLER – Oper, Sarrebourg Festival, Frankreich. 2 CDs. Erstausgabe, 2006. K617 (Frankreich). Vertrieb, Harmonia Mundi. Solisten: Olga Pitarch, Betsabée Haas, Leif Aruhn-Solén, Marina Pardo, Céline Ricci. Musikalische Leitung: Joan-Baptista Otero.
- PORTRÄT EINER KOMPONISTIN – Mariana MARTÍNEZ – Szenische Kantaten – Madrider Herbstfestival – 2008 / RNE, Teatro Falla, Cádiz. Solisten: Gaëlle Méchaly, Céline Ricci, Kenneth Weiss. Musikalische Leitung: Joan-Baptista Otero.
- AMINTA – Antonio MAZZONI – Oper, Produktion für den deutschen Rundfunk, WDR3, 2 CDs. Erstausgabe, 2006. K617 (Frankreich). Vertrieb, Harmonia Mundi. Solisten: Anna Maria Panzarella, Céline Ricci, Leif Aruhn-Solén, Delphine Gillot, Marina Pardo. Musikalische Leitung: Joan-Baptista Otero.
- ARTASERSE – Domènec TERRADELLAS – Oper, Sarrebourg Festival, Frankreich, 2008. Aufnahme im Palau de la Música in Barcelona, 2008. 3 CDs. Erstausgabe, RCOC Records Barcelona, 2008. Vertrieb Harmonia Mundi. Solisten: Anna Maria Panzarella, Céline Ricci, Sunhae Im, Agustí Prunell-Friend, Mariví Blasco. Musikalische Leitung: Joan-Baptista Otero.
- IL SOGNO- LA DORA FESTEGGIANTE – Vicent MARTÍN I SOLER - Bühnenkantaten, Auditorium des Liceu-Konservatoriums, Barcelona, 2010. 2 CDs. Erstausgabe, RCOC Records Barcelona, 2010. Vertrieb Harmonia Mundi. Solisten: Sunhae Im, Raffaella Milanesi, Magnus Staveland. Musikalische Leitung: Joan-Baptista Otero.
- SESOSTRI – Domènec TERRADELLAS – Oper, L’Auditori de Barcelona, 2011. 3 CDs. Erstausgabe, RCOC Records Barcelona, 2011. Vertrieb Harmonia Mundi. Solisten: Sunhae Im, Alexandrina Pendatchanska, Kenneth Tarver, Ditte Andersen, Tom Randle, Raffaella Milanesi. Musikalische Leitung: Joan-Baptista Otero.
- SOLIMANO – David PÉREZ – Oper, L’Auditori de Barcelona – Granada Festival, 2011. Unveröffentlichte Auszüge. 2 CDs. Erste unvollendete Ausgabe, 2011. RCOC Records Barcelona, 2011. Vertrieb Harmonia Mundi. Solisten: Magnus Staveland, Sunhae Im, Xavier Sabata, Karina Gauvin, Mari Eriksmoen, Luciano Botelho. Musikalische Leitung: Joan-Baptista Otero.

## Ausgaben
Domènec TERRADELLAS (1713–1751) – Sämtliche Bühnenwerke – 6 veröffentlichte Bände:
- Sesostri. Rom, 1751. Ausgaben: Barcelona, 2000, 2010; ISMN 979-0-69223-000-7 (Suche im DNB-Portal).
- Merope. Rom, 1743. Ausgabe: Barcelona. 2012; ISMN 979-0-69223001-4 (Suche im DNB-Portal).
- Artaserse. Venedig, 1744. Ausgaben: Barcelona, 2008, 2012; ISMN 979-0-69223-002-1 (Suche im DNB-Portal).
- Astarto, Band 1. Rom, 1739. Ausgabe: Barcelona, 2018; ISMN 979-0-69223-051-9 (Suche im DNB-Portal).
- Astarto, Band 2. Rom, 1739. Ausgabe: Barcelona, 2019; ISMN 979-0-69223-052-6 (Suche im DNB-Portal).
- Annibale-Mitridate-Bellerofonte. Londoner Trilogie, 1746. Barcelona, 2013; ISMN 979-0-69223-029-8 (Suche im DNB-Portal).

Vicent MARTÍN i SOLER (1754–1806) – Sämtliche Bühnenwerke – 6 veröffentlichte Bände:
- Ifigenia in Aulide. Neapel, 1779. Ausgaben: Barcelona, 1999 und 2013; ISMN 979-0-69223-014-4 (Suche im DNB-Portal).
- Ipermestra. Neapel, 1779. Ausgaben: Barcelona, 2000 und 2012; ISMN 979-0-69223-017-5 (Suche im DNB-Portal).
- Andromaca. Turin, 1780. Ausgabe: Barcelona, 2025; ISMN 979-0-69223-019-9 (Suche im DNB-Portal).
- L’Arbore di Diana. Wien, 1787. Ausgaben: Barcelona, 1996, 2002 und 2013; ISMN 979-0-69223-018-2 (Suche im DNB-Portal).
- Il Sogno – La Dora festeggiante. Kantaten.Wien-Turin, 1744.Barcelona, 2006 und 2013; ISMN 979-0-69223-015-1 (Suche im DNB-Portal).
- Vologeso. Turin, 1744. Ausgabe: Barcelona, 2016; ISMN 979-0-69223-043-4 (Suche im DNB-Portal).
- Didon abandonnée. St. Petersburg, 1792. Ballett. Barcelona, 2016; ISMN 979-0-69223-045-8 (Suche im DNB-Portal).

Nicola PORPORA (1686–1768) – Sämtliche Bühnenwerke – 15 veröffentlichte Bände:
- Gli orti esperidi. Serenata. Neapel, 1721. Ausgabe: Barcelona, 2012; ISMN 979-0-69223-004-5 (Suche im DNB-Portal).
- L’Angelica. Serenata. Neapel, 1720. Barcelona, 2006, 2013; ISMN 979-0-69223-024-3 (Suche im DNB-Portal).
- Semiramide riconosciuta. Venedig, 1729. Barcelona, 2013; ISMN 979-0-69223-025-0 (Suche im DNB-Portal).
- Arianna in Nasso. London, 1733. Barcelona, 2014; ISMN 979-0-69223-034-2 (Suche im DNB-Portal).
- Enea nel Lazio. London, 1734. Barcelona, 2015; ISMN 979-0-69223-036-6 (Suche im DNB-Portal).
- Agrippina. Neapel, 1708. Barcelona, 2018; ISMN 979-0-69223-037-3 (Suche im DNB-Portal).
- Siface. Venedig, 1725. Barcelona, 2013; ISMN 979-0-69223-042-7 (Suche im DNB-Portal).
- Il Genio. Serenade. Rom, 1712. Barcelona, 2020; ISMN 979-0-69223-058-8 (Suche im DNB-Portal).
- La Iole. Serenade. Neapel, 1711. Barcelona, 2020; ISMN 979-0-69223-057-1 (Suche im DNB-Portal).
- Dido abbandonata, I. Reggio Emilia, 1725. Barcelona, 2018; ISMN 979-0-69223-050-2 (Suche im DNB-Portal).
- Dido abbandonata. II. Reggio Emilia, 1725. Barcelona, 2018; ISMN 979-0-69223-053-3 (Suche im DNB-Portal).
- Adelaide. Rom, 1723. Barcelona, 2020; ISMN 979-0-69223-059-5 (Suche im DNB-Portal).
- Imeneo. Oper in 3 Akten. Neapel, 1723. Barcelona, 2019; ISMN 979-0-69223-055-7 (Suche im DNB-Portal).
- Statira. Venedig, 1742. Barcelona, 2022; ISMN 979-0-69223-056-4 (Suche im DNB-Portal).
- Filandro. Dresden, 1747. Barcelona, 2021; ISMN 979-0-69223-060-1 (Suche im DNB-Portal).

Mariana [Marianne von] MARTÍNEZ (1744–1812) Sämtliche Bühnenwerke – 6 veröffentlichte Bände:
- Bühnenkantaten, I. Wien, 1772–86. Hrsg.: Barcelona, 2001–2013; ISMN 979-0-69223-020-5 (Suche im DNB-Portal).
- Bühnenkantaten, II. Wien, 1767. Barcelona, 2014; ISMN 979-0-69223-031-1 (Suche im DNB-Portal).
- Bühnenkantaten, III. Wien, 1767. Barcelona, 2014; ISMN 979-0-69223-035-1 (Suche im DNB-Portal).
- Bühnenkantaten, IV. Wien, 1767. Barcelona, 2014; ISMN 979-0-69223-030-4 (Suche im DNB-Portal).
- Opera sacra miscellanea. Wien, 1768-1774. Barcelona, 2017; ISMN 979-0-69223-048-9 (Suche im DNB-Portal).
- Isacco, figura del redentore. Oratorium. Wien, 1781. Barcelona, 2015; ISMN 979-0-69223-032-8 (Suche im DNB-Portal).

Antonio CALDARA (1670–1736) – Bühnenwerke für Barcelona – 2 veröffentlichte Bände:
- Scipione nelle Spagne. Barcelona, 1708–Wien, 1722. Barcelona, 2016; ISMN 979-0-69223-009-0 (Suche im DNB-Portal).
- L’Atenaide. Barcelona, 1709–Wien, 1714. Barcelona, 2013; ISMN 979-0-69223-041-0 (Suche im DNB-Portal).

FARINELLI-Bibliothek (1705–1782) – Bühnenwerke verschiedener Komponisten, die während Farinellis Zeit auf der Iberischen Halbinsel entstanden – 8 veröffentlichte Bände:
- Nicola CONFORTO – Nitteti. Madrid, 1756. Barcelona, 2012; ISMN 979-0-69223-006-9 (Suche im DNB-Portal).
- Nicola CONFORTO – Siroe. Madrid, 1752. Barcelona, 2018; ISMN 979-0-69223-010-6 (Suche im DNB-Portal).
- Nicola CONFORTO – La ninfa smarrita. Aranjuez, 1756. Barcelona 2013; ISMN 979-0-69223-007-6 (Suche im DNB-Portal).
- Nicola CONFORTO – La Danza – La Pesca. Aranjuez, 1756. Barcelona, 2017; ISMN 979-0-69223-044-1 (Suche im DNB-Portal).
- Antonio MAZZONI – Il re pastore. Madrid, 1756. Ausgaben: Barcelona, 2006, 2013; ISMN 979-0-69223-005-2 (Suche im DNB-Portal).
- Baldassare GALUPPI – Didone abbandonata – Madrid, 1752. Barcelona, 2016; ISMN 979-0-69223-011-3 (Suche im DNB-Portal).
- Giuseppe BONNO – L’isola disabitata. Aranjuez, 1753. Barcelona, 2013; ISMN 979-0-69223-008-3 (Suche im DNB-Portal).
- Giovanni Battista MELE – Serenata per la ricuperata salute. Madrid, 1744. Barcelona, 2013; ISMN 979-0-69223-021-2 (Suche im DNB-Portal).

Domenico SCARLATTI (1685–1757) – Sämtliche Bühnenwerke – 2 veröffentlichte Bände:
- Narciso. Barcelona, 1708. Ausgaben: Barcelona, 2001, 2013; ISMN 979-0-69923-026-7 (Suche im DNB-Portal).
- Irene. Neapel, 1704. Barcelona, 2025; ISMN 979-0-69223-038-0 (Suche im DNB-Portal).

Alessandro SCARLATTI (1660–1725) – Bühnenwerke – 1 veröffentlichter Band:
- Mitridate Eupatore. Venedig, 1707. Ausgabe: Barcelona, 2013; ISMN 979-0-69223-027-4 (Suche im DNB-Portal).

David PEREZ (1711–1778). Bühnenwerke – 1 veröffentlichter Band:
- Solimano. Lissabon, 1768. Ausgaben: Barcelona, 2010, 2013; ISMN 979-0-69223-003-8 (Suche im DNB-Portal).

OPERA HISPANIA Bibliothek – Bühnenwerke verschiedener Komponisten – 2 veröffentlichte Bände:
- Antoni LLITERES – Los Elementos. Madrid, 1706. Barcelona, 2014; ISMN 979-0-69223-028-1 (Suche im DNB-Portal).
- José LIDÓN – Glaura y Coriolano. Madrid, 1791. Hrsg.: Barcelona, 2000, 2012; ISMN 979-0-69223-013-7 (Suche im DNB-Portal).